# Haras de Sieraków
Le haras de Sieraków est une unité d'élevage de chevaux, située à Sieraków en Pologne, regroupant des étalons d'élevage de différentes races, principalement à sang chaud. C'est le plus ancien troupeau d'étalons sur le territoire de la Pologne.

## Histoire
Dans les années 1820, les autorités prussiennes décident de créer le haras d'État et le haras d'étalons de Poznań (en allemand : Posensches Land - Gestüt) sur le territoire du grand-duché de Poznań. En 1829, les premiers étalons provenant de haras allemands ont été amenés ; cette année est considérée comme la date de fondation du haras. Le major von der Brinken en est devenu le premier responsable. Les chevaux étaient logés dans des écuries adaptées datant des XVIe et XVIIe siècles, d'une capacité de 120 chevaux. Bientôt, des juments furent également amenées dans l'unité, mais le haras fut fermé en 1855. Pendant ce temps, le haras d'étalons se développait avec succès et la demande d'étalons de Sierakow augmentait,.
Avant la première guerre mondiale, le haras compte 213 étalons. La guerre n'a pas trop perturbé le fonctionnement de l'unité, mais à la fin, 130 chevaux ont été volés, dont les plus précieux. En 1919, le haras passe sous la gestion du premier directeur nommé par les autorités polonaises : le comte Stefan Sumiński. Sa tâche principale est de reconstituer le troupeau. En 1924, le troupeau compte déjà 185 étalons.
La situation politique avant le début de la Seconde Guerre mondiale a entraîné l'évacuation du haras vers l'est. Les chevaux ont été déplacés sans pertes majeures vers le haras de Białka, d'où seule une petite partie d'entre eux est revenue à Sieraków après la guerre. Pendant la guerre, le troupeau était sous administration militaire et sa population a été complétée par des étalons allemands. À la fin de la guerre, le troupeau a été difficilement préservé, grâce aux efforts de nombreuses personnes engagées.
Les chevaux sont retournés à Sieraków en août 1946, le premier directeur d'après-guerre étant l'ingénieur Stanislaw Hay. La création de l'Association des éleveurs de chevaux a eu un grand impact sur la restauration du cheptel. Le nombre d'étalons après la seconde guerre s'élève à 185.
En 1977, à la suite de l'introduction d'une nouvelle division administrative du pays, il y a eu un changement radical des zones desservies par le troupeau vers la partie occidentale de la voïvodie de Poznañ, la voïvodie de Leszno, une partie de la voïvodie de Wroclaw et la voïvodie de Zielona Góra.

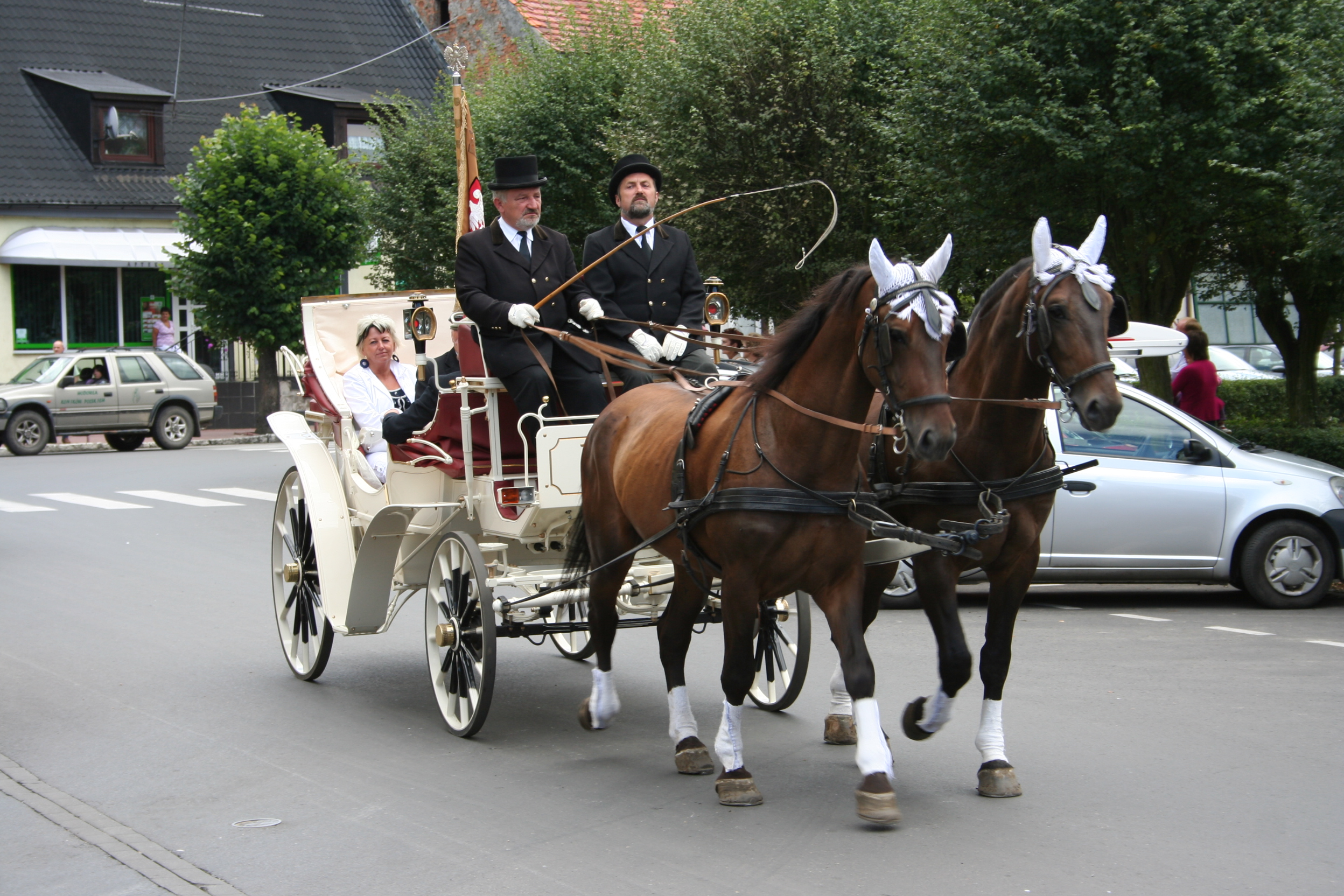
Attelage en paire au haras.

Jusqu'en 1993, il a fonctionné comme ferme agricole d'État sous le nom de State Stallion Stud Sieraków Wielkopolski. En 1993, le Haras a été admis à l'Agence des biens agricoles du Trésor public et a adopté le nom de Haras d'étalons de Sieraków. À partir de 1994, il a fonctionné sous le nom de State Treasury Stallion Stud Sieraków, et en 1997, une société nommée Stallion Stud Sieraków Wielkopolski Ltd. a été créée. En 2003, les haras d'étalons de Gniezno, Książ, Biały Bór et Łobez ont été ajoutés à la société Sieraków. Actuellement, trois haras d'étalons appartiennent à la société : Sieraków, Gniezno et Książ.

## Description
Le haras de Sieraków se consacre à l'élevage de chevaux, au sport équestre, aux loisirs et au tourisme. La zone d'exploitation du haras couvre environ 118 hectares et le troupeau comprend 200 chevaux, dont un troupeau conservateur de Konik polonais.

## Dans la culture
La Poste polonaise a émis le 31 janvier 1980 une série de timbres-poste à l'occasion du 150e anniversaire du haras de Sieraków. La série était composée de 8 timbres avec des dénominations : 1, 2, 2,5, 3, 4, 6, 6,5 et 6,9 zlotys. Les dessins sur les timbres individuels représentent : quatre chevaux attelés, un meneur avec un cheval, un entraînement d'attelage à deux roues, une chasse au renard, un traîneau attelé, des chevaux dans un harnais de travail, un échauffement de chevaux, et un cheval devant un obstacle. L'auteur du dessin des timbres était le professeur Ludwik Maciąg.